# Beguni

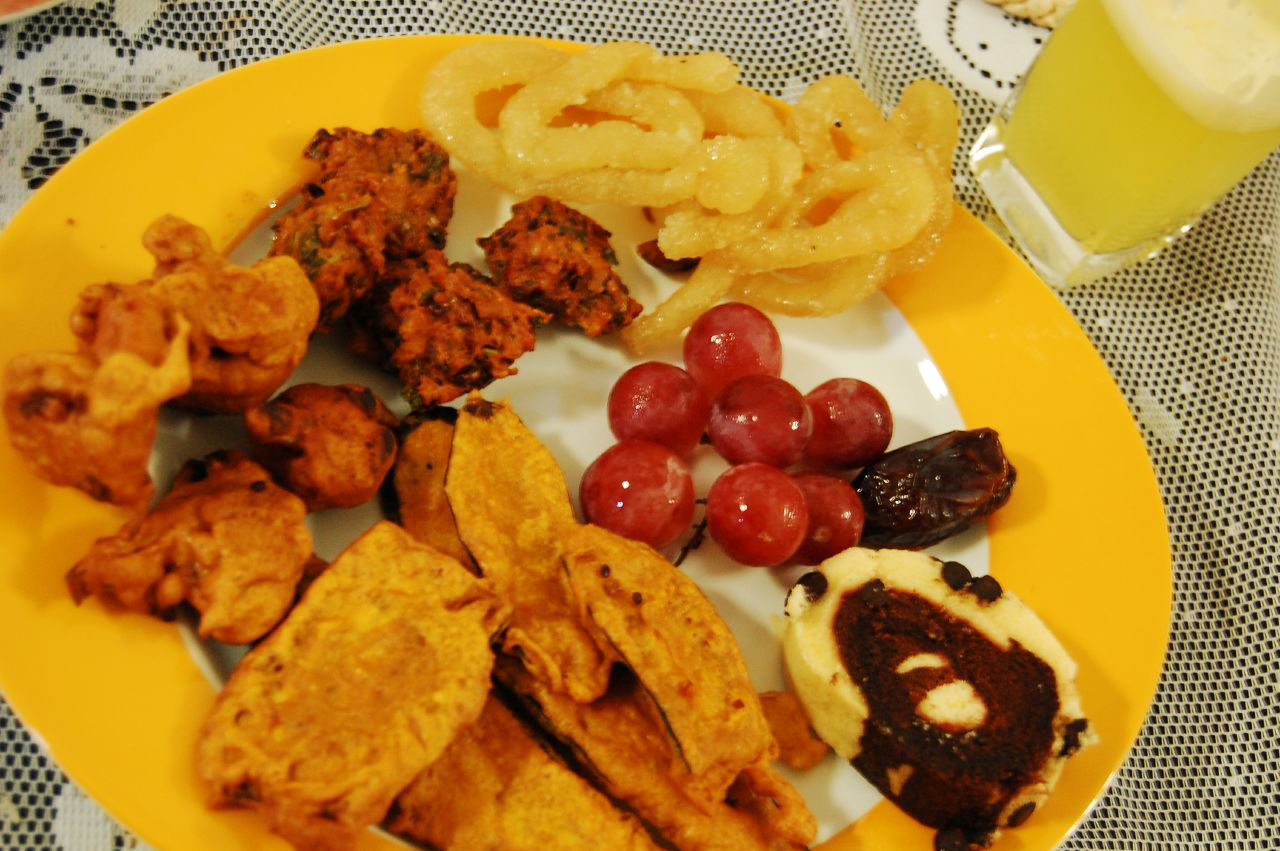
Beguni (esquina inferior izquierda).

El beguni (bengalí: বেগুনী) es un aperitivo bengalí hecho de rodajas de berenjena rebozadas y fritas. Un plato europeo similar es conocido como aubergine fritters o berenjena frita.
Se prepara mojando rodajas cortadas longitudinalmente de berenjena (বেগুন begun) en rebozado de harina de garbanzo con sal y cúrcuma, y friéndolas en aceite de mostaza. A veces puede añadirse una pequeña cantidad de semillas de amapola para mejorar el sabor. Alguna gente prefiere añadir un poco de levadura al rebozado para hacerlo más crujiente. Es común tomarlo con arroz inflado, siendo una comida callejera extremadamente popular en las ciudades, y un aperitivo vespertino en las casas bengalíes. Es un componente muy común del iftar en Bangladés, durante el mes del Ramadán.
El benguni también es un componente esencial de la cocina bengalí del monzón, cuando se toma acompañado de una receta de arroz y lenteja llamada khichuri.